# Now & Live
Now & Live is een muziekalbum van Paul Rodgers (van onder andere Free en Bad Company) die bestaat uit 2 cd's. Het is een combinatie van zijn studioalbum Now (1997) en zijn livealbum Live: The Loreley Tapes (1995). De dubbel-cd werd uitgebracht op 17 juni 1997.

## Tracklist
Cd 1:
1. Soul of Love - 4:51
2. Overloaded - 3:16
3. Heart of Fire - 4:13
4. Saving Grace - 4:51
5. All I Want Is You - 5:33
6. Chassing Shadows - 4:43
7. Love Is All I Need - 5:57
8. Nights Like This - 5:19
9. Shadow of the Sun - 5:23
10. I Lost It All - 5:53
11. Holding Back the Storm - 4:54

Cd 2:
1. Little Bit of Love - 4:28
2. Be My Friend - 6:12
3. Feel Like Makin' Love - 4:31
4. Louisiana Blues - 4:19
5. Muddy Water Blues - 4:58
6. Rolling Stone - 10:13
7. I'm Ready - 3:33
8. Wishing Well - 4:28
9. Mr. Big - 5:28
10. Fire and Water - 4:24
11. The Hunter - 6:36
12. Can't Get Enough - 4:07
13. All Right Now - 7:26